# Bernd Messinger
Bernd Messinger (* 2. Oktober 1952 in Hasselbach) ist ein hessischer Politiker (Die Grünen) und ehemaliger Abgeordneter des Hessischen Landtags.

## Ausbildung und Beruf
Bernd Messinger studierte nach dem Abitur, das er 1972 am Ziehen-Gymnasium in Frankfurt am Main ablegte, Germanistik, Soziologie und Pädagogik an der Johann-Wolfgang-Goethe-Universität in Frankfurt am Main. 1980 legte er das erste, 1981 nach dem Referendariat am Frankfurter Herder-Gymnasium das zweite Staatsexamen ab. Anschließend übernahm er Lehraufträge an der Volkshochschule und als Psychologiedozent an der Frankfurter Uni-Klinik.

## Politik
Bernd Messinger war 1982 bis April 1985 Fraktionsassistent der Fraktion der Grünen im Landtag sowie deren Pressesprecher mit den inhaltlichen Schwerpunkten "Ausländerpolitik, Gewerkschaften, Bildungspolitik". Aufgrund des Rotationsprinzips rückte er am 10. April 1985 für Iris Blaul in den Landtag nach. Dort war er seit dem 9. Mai 1985 Vizepräsident des Hessischen Landtags. Mit der vorzeitigen Auflösung des Landtags schied er 1987 aus dem Mandat aus. 1984 war er Mitglied der 8. Bundesversammlung.

## Veröffentlichungen
- mit Claus-Jürgen Göpfert: Das Jahr der Revolte-Frankfurt 1968. Schöffling, Frankfurt am Main 2017, ISBN 978-3-89561-665-5.